# Gronenborner Fischteiche
Die Gronenborner Fischteiche bilden ein 1,18 Hektar großes Naturschutzgebiet im Leverkusener Stadtteil Steinbüchel in Nordrhein-Westfalen. Es ist als schutzwürdig eingestuft und seit 1983 als Naturschutzgebiet ausgewiesen.

## Vorgeschichte
Nach der Stilllegung der Gronenborner Mühle wurden die vom Leimbach gespeisten Mühlenteiche vorübergehend zu Fischteichen, die jedoch durch die Kläranlage in Odenthal-Blecher nutzlos wurden, weil angeblich schlecht geklärtes Wasser über den Leimbach in die Teiche abfloss. In den 1980er Jahren gestaltete der Zentralverband Zoologischer Fachbetriebe Deutschlands das Gelände zu einem Biotop um, das seitdem von der Landesgemeinschaft Naturschutz und Umwelt (LNU) betreut wird.
Aus den ehemaligen Mühlengewässern entstand eine Gruppe von Kleingewässern mit einem umfangreichen Bestand an Unterwasser- und Schwimmblattpflanzen. Umgeben sind die Gewässer von einem Gebiet mit einer sehr artenreichen Vegetation und Lebensräumen vieler einheimischer Tierarten.
Seit 1983 ist das Areal als Naturschutzgebiet Gronenborner Fischteiche ausgewiesen.

## Beschreibung
Die Gewässer sind eingebettet in Feucht- und Nasswiesen. Der an die Straße angrenzende Damm des ehemaligen Fischteiches bildet die Westseite des Naturschutzgebietes. Dieser Damm umfasst ein kleines Häuschen mit einem Unterwasser-Fenster. Am südlichen Rand des Gebietes fließt der teils naturnahe, teils befestigte Leimbach.
Die Lebensraumtypen setzen sich zusammen aus Nass- und Feuchtgrünland einschließlich Brachen (0,73 Hektar), natürlichen eutrophen Seen und Altarmen (0,14 Hektar) sowie Stillgewässern (0,02 Hektar). Eine Restfläche von 0,3 Hektar ist keinem Lebensraumtyp zugeordnet.
Eingeteilt nach geschützten Biotoptypen umfasst das Gebiet 0,73 Hektar Nass- und Feuchtwiesen, 0,22 Hektar Buchenwald,  0,14 Hektar Naturschutzteiche, 0,05 Hektar Mittelgebirgsbach, 0,04 Hektar Wirtschaftswege und 0,02 Hektar Tümpel.

## Fauna und Flora
Trotz seiner vergleichsweise geringen Größe beherbergt das Naturschutzgebiet nachweislich mindestens 2800 verschiedene Tier-, Pflanzen- und Pilzarten sowie heimische Tag- und Nachtfalter, seltene Wildbienen, Libellen, Amphibien und Reptilien, unter anderem Ringelnattern.
Zu der vielfältigen Vegetation gehören unter anderem Schlehenhecken, eine Hangwiese mit Streuobst, Hochstauden um die Teiche, eine Wiese hinter den Teichen, Rotbuchenwald, wertvolle Einzelbäume, eine warme Bruchsteinmauer, Weidengebüsch und Teiche in allen Phasen der Verlandung.

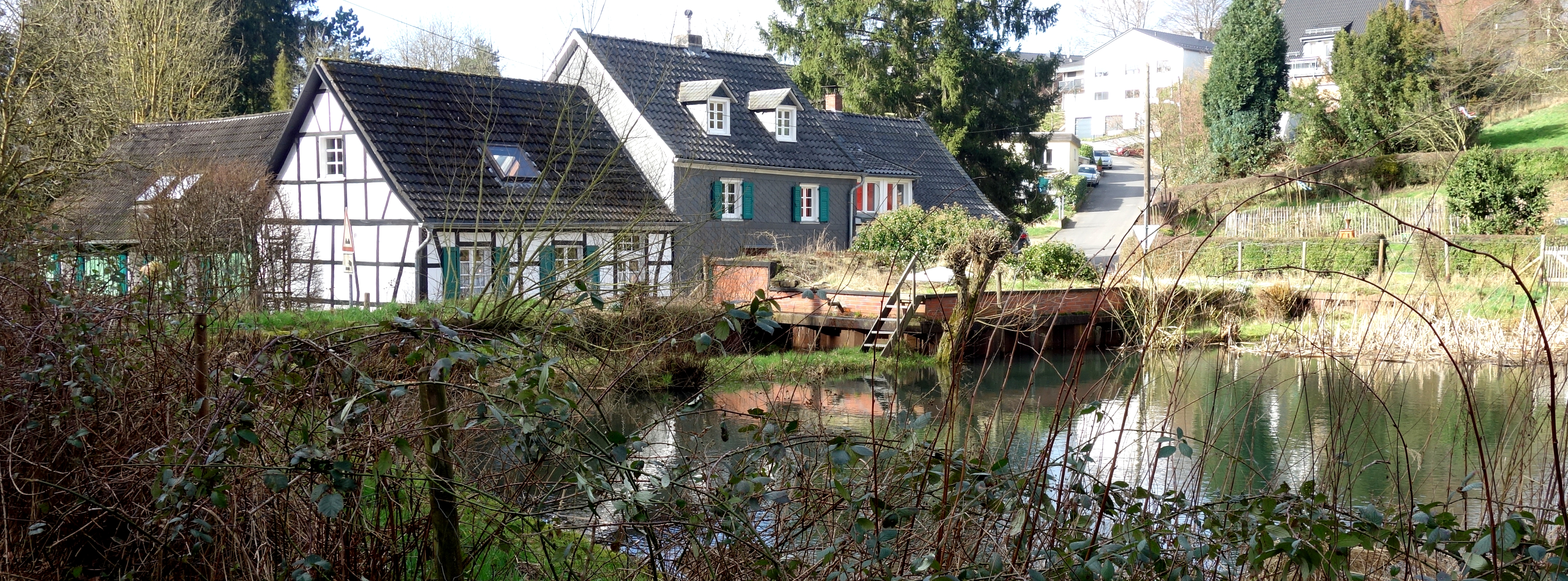
Ehem. Fischteich am Westrand des Naturschutzgebietes. Im Hintergrund die Gronenborner Mühle
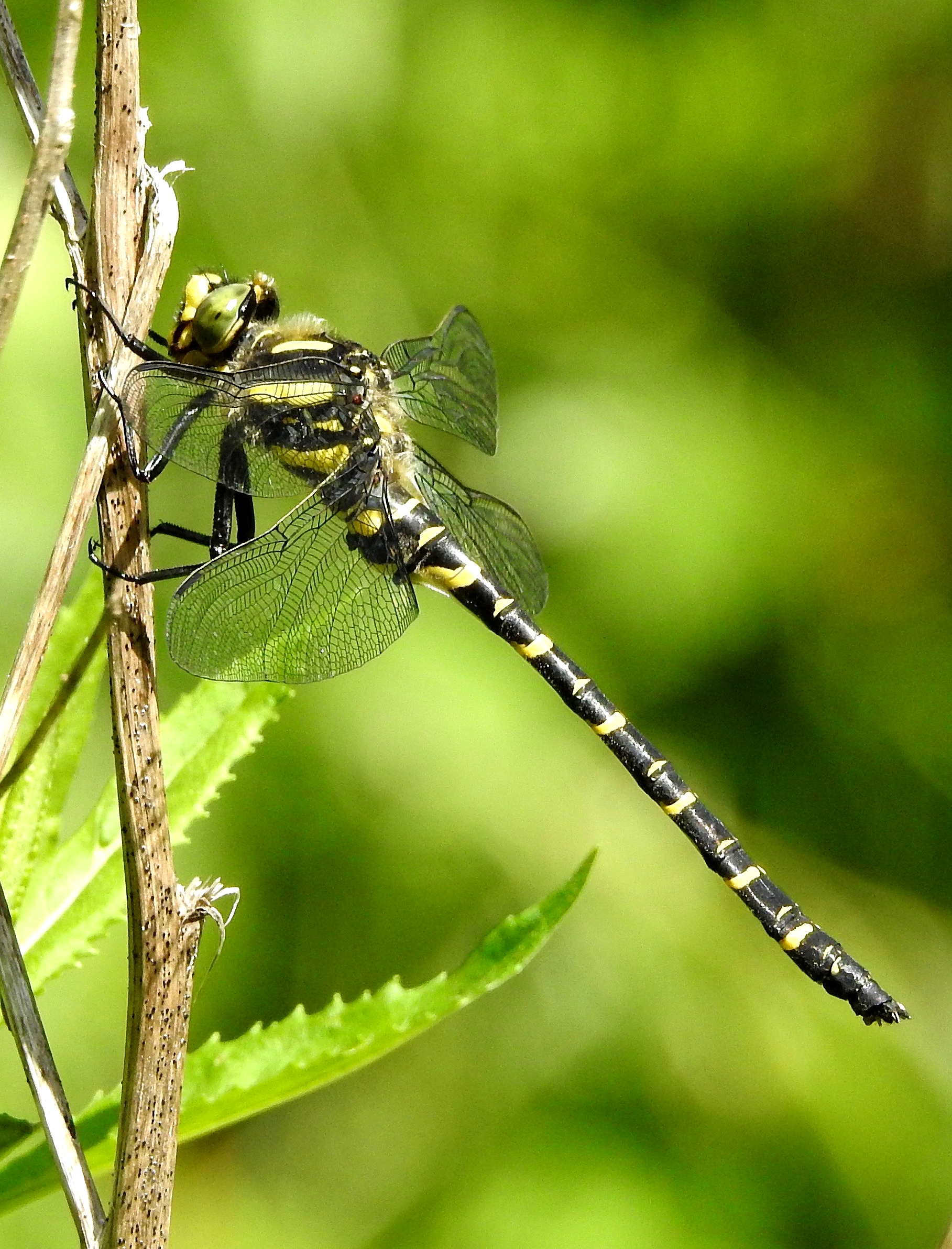
Zweigestreifte Quelljungfer – selten – aber im NSG heimisch
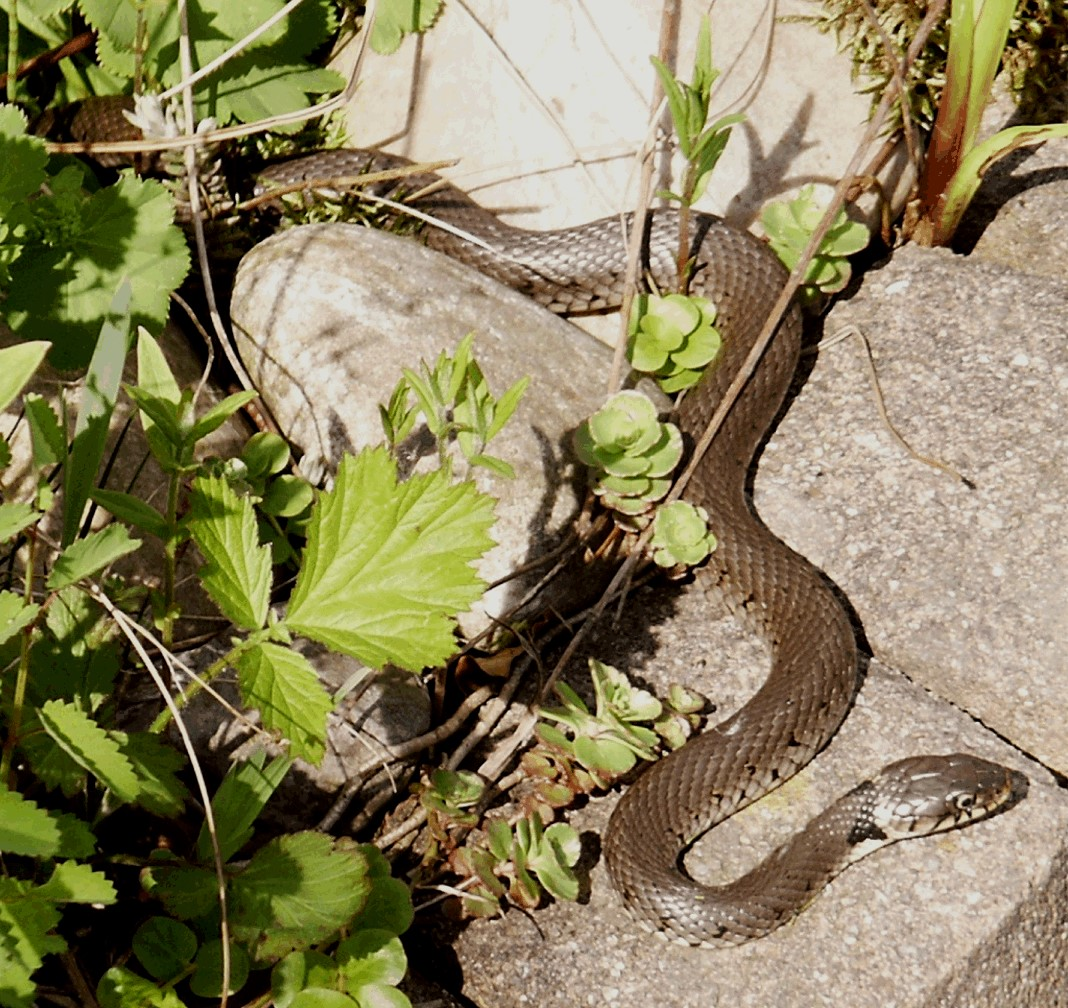
Ringelnatter
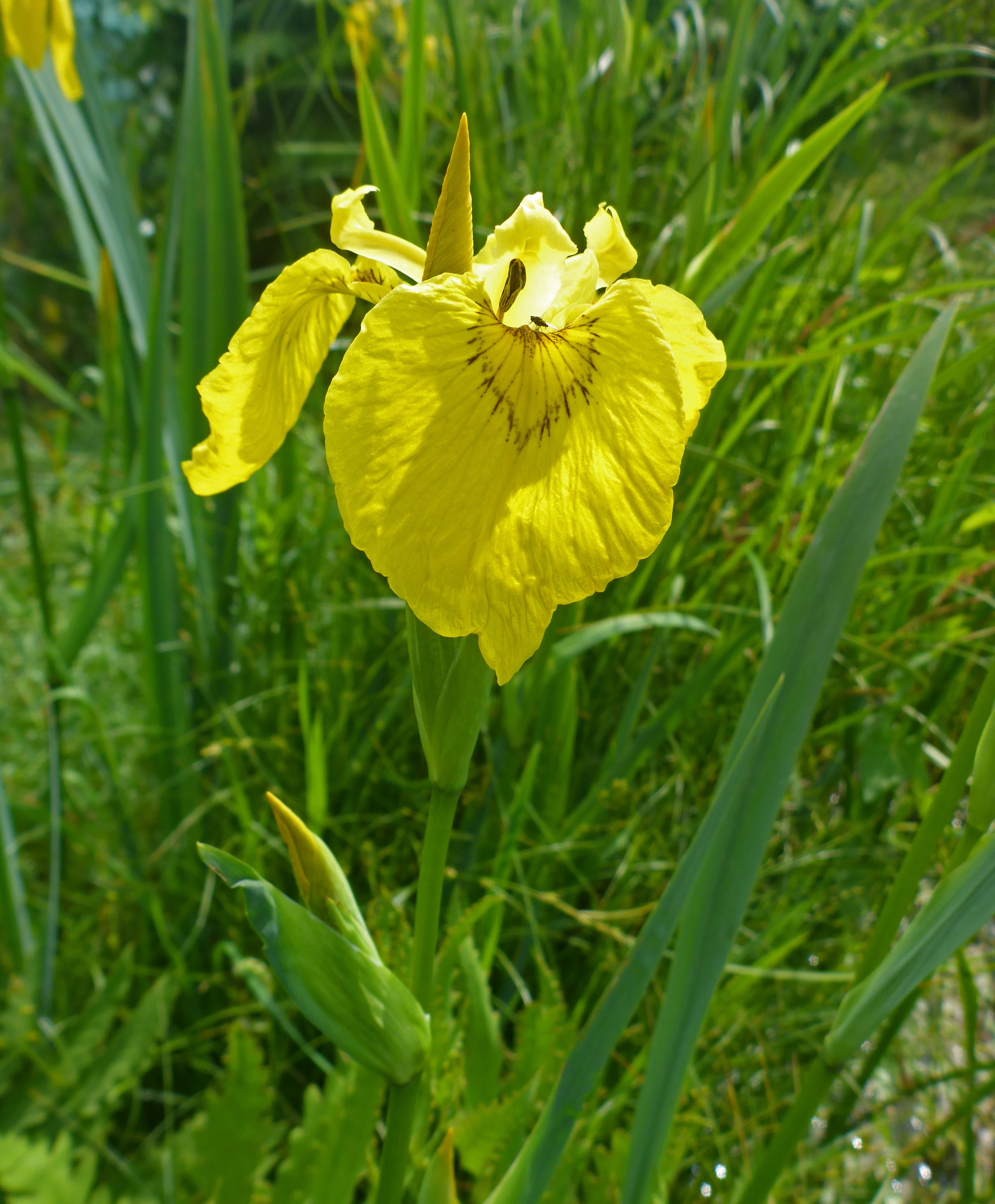
Sumpf-Schwertlilie
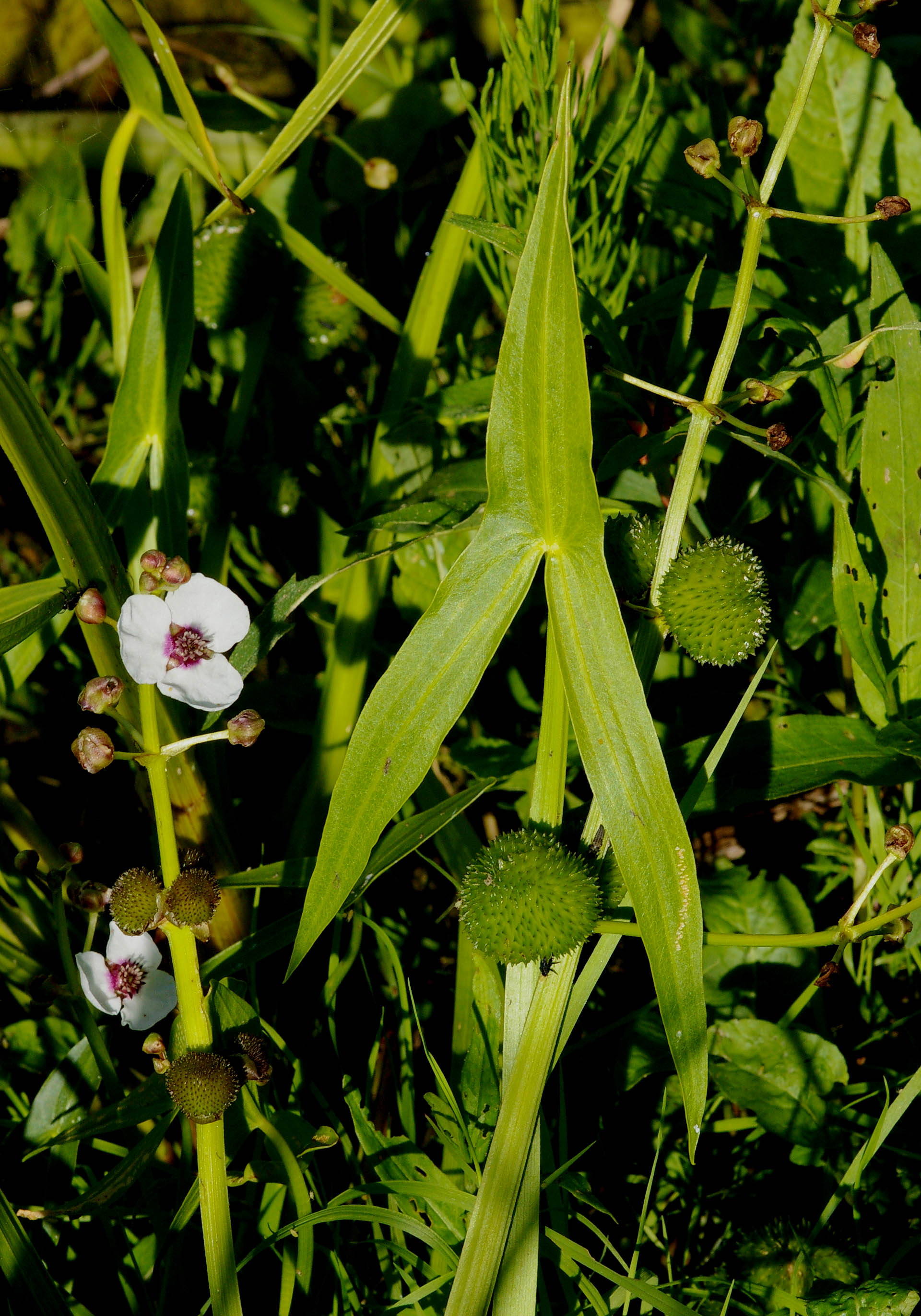
Gewöhnliches Pfeilkraut (Sagittaria sagittifolia)
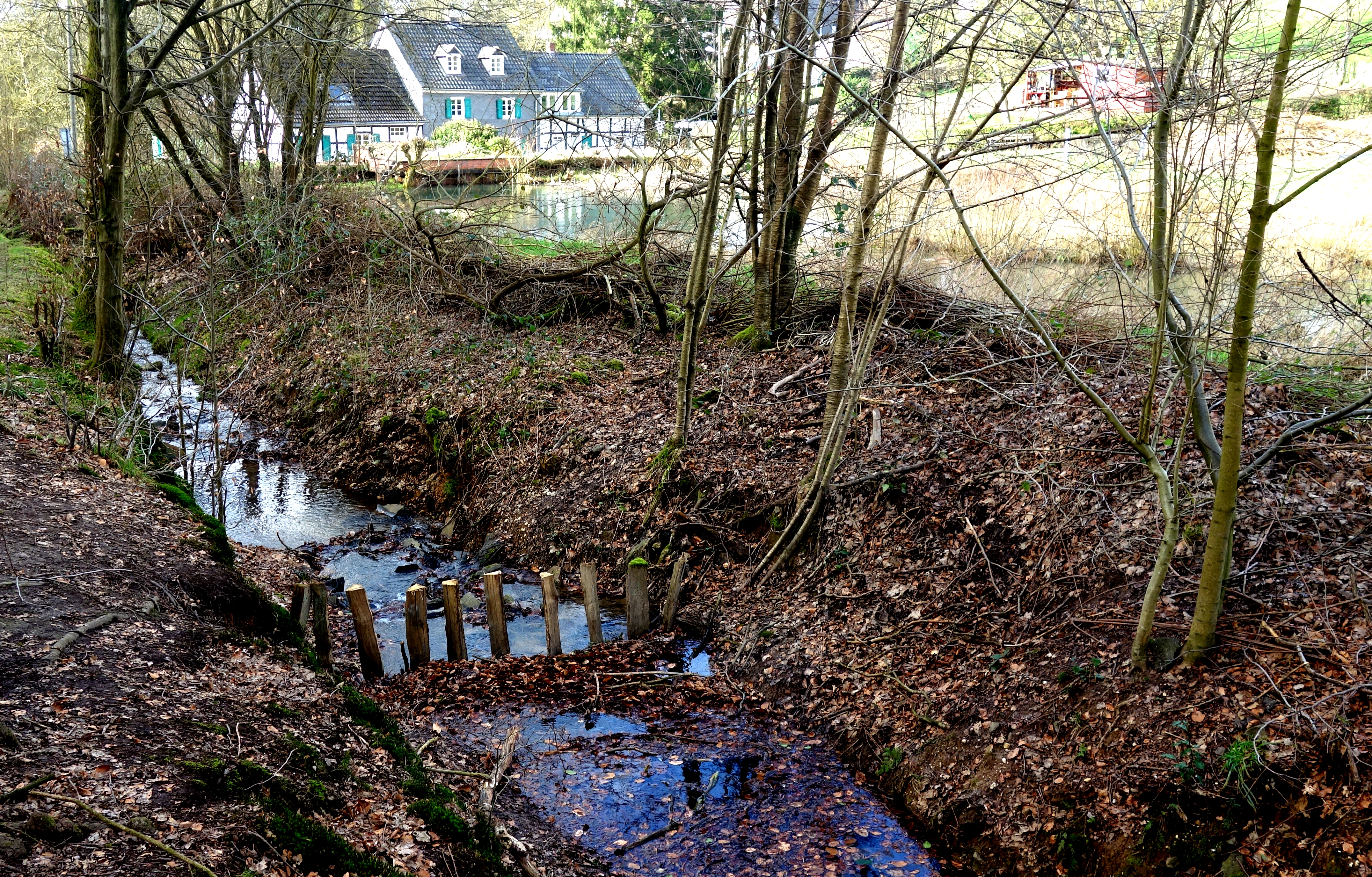
Leimbach im Bypass auf der Südseite der ehem. Fischteiche